# Marco Löring
Marco Löring (* 21. Februar 1982 in Herten) ist ein ehemaliger deutscher Fußballspieler. Er war Mittelfeldspieler.

## Vereinskarriere
Löring begann seine Karriere bei dem Gelsenkirchener Verein SC Hassel, von wo er 1994 in die Jugend von Borussia Dortmund wechselte und dort mit der A- sowie B-Jugend jeweils deutscher Junioren-Meister wurde. Seine erste Seniorensaison spielte er 2001/02 in der Oberliga Westfalen für die zweite Mannschaft des BVB und schaffte dort auf Anhieb den Aufstieg in die Regionalliga Nord. Zudem saß er in dieser Saison mehrere Male bei der ersten Mannschaft in der 1. Bundesliga als Ergänzungsspieler auf der Bank.
Nach dieser Saison verließ er aber Dortmund und schloss sich dem FC Augsburg an. Auch Augsburg war frisch in die Regionalliga aufgestiegen. Löring konnte sich schnell als Stammspieler etablieren und scheiterte mit den Augsburgern dreimal nur knapp am Aufstieg in die 2. Bundesliga, bis es dann 2006 doch noch klappte. In seiner ersten Profisaison 2006/07 lief es für Löring zunächst weiterhin positiv, bis er sich jedoch am 1. April 2007, im Spiel gegen Erzgebirge Aue umknickte und dabei eine Verletzung erlitt. Sein im Juni 2007 auslaufender Vertrag wurde daraufhin nicht verlängert, sodass Löring zunächst vereinslos war.
Im Dezember 2007 schloss sich Löring dem Regionalligisten 1. FC Union Berlin an. Mit den Berlinern gelang ihm zwar die Qualifikation für die neugeschaffene dritte Profiliga, jedoch konnte er selbst sich nicht in die Stammelf spielen. Daher wurde auf Wunsch des Spielers sein Vertrag nicht verlängert und er wurde erneut vereinslos. Im Januar 2009 unterschrieb Marco Löring beim Bayernligisten TSV Aindling. Zu Beginn der Saison 2009/10 wechselte Löring zum Bayernliga-Konkurrenten TSV 1896 Rain am Lech. Im Sommer 2011 schloss er sich dem Bezirksligisten BC Augsburg-Oberhausen an.
Zur Saison 2013/14 beendete Marco Löring seine Karriere.

## Nationalmannschaftskarriere
Löring durchlief fast vollständig alle Auswahlmannschaften des DFB, wobei ihm der endgültige Durchbruch – der Sprung in die Männerauswahl – verwehrt blieb. Trotzdem konnte er als Jugendlicher einige Erfolge feiern, so z. B. den dritten Platz mit der U16-Auswahl bei der Europameisterschaft 1999.